# سانتا النا
سانتا اِلِنا (به اسپانیایی: Santa Elena) یکی از دهستان‌های استان خائن در کشور اسپانیا است. این شهر با مساحت ۱۴۴ کیلومتر مربع، ۹۹۰ تن جمعیت دارد.